# 월간 콤프 에이스
《월간 콤프 에이스》(月刊コンプエース, Comp-Ace)는 카도카와 쇼텐이 출판하는 만화 잡지이다. 2005년 3월 26일에 발간한 당초는 계간이었지만 같은 해 11월 26일 발매된 Vol.4판부터 격월화해서 2006년 12월 26일발매의 Vol.10부터 월간화되었다. 2007년 6월 26일 발매된 8월호부터 독립 창간됨에 따라, 잡지명에 '월간'이 추가되었다.
《월간 소년 에이스》 증간 《에이스 넥스트》및, 그 후계인 《에이스도조》의 후계잡지로서 발간. 그때, 에이스와 《콤프틱》의 공동 편집에 의해 컴퓨터 게임의 미디어 믹스 작품을 중심으로 하는 노선이 깔리게 되어, 그러한 경위로부터 2007년 5월 26일 발매된 Vol.15까지는 전신의 두 잡지와 달리 《콤프틱》의 증간이라는 형태를 취하게 되었다.
《콤프틱》에서 분리한 만화 잡지에는 《월간 코믹 콤프》(1988년 ~ 1994년)가 존재했지만, '콤프'의 이름을 쓴 증간 만화 잡지의 등장은 코믹 콤프 휴간 이래 11년 만(현재는 본지도 만화 잡지화하고 있지만)이 된다.